# Лавендер, Жантель
Жантель Лавендер (англ. Jantel Lavender; род. 12 ноября 1988 года в Кливленде, штат Огайо, США) — американская профессиональная баскетболистка, выступавшая в женской национальной баскетбольной ассоциации. Была выбрана на драфте ВНБА 2011 года в первом раунде под общим пятым номером командой «Лос-Анджелес Спаркс». Играла на позиции центровой. Чемпионка ВНБА 2016 года в составе «Спаркс».

## Ранние годы
Жантель Лавендер родилась 12 ноября 1988 года в Кливленде, в семье Фредди и Робин Лавендеров. У неё есть брат Фредди и сестра Жасмин. Жантель посещала Центральную католическую школу Кливленда, а после завершения обучения поступила в Университет штата Огайо. За четыре года выступлений за женскую баскетбольную команду «Огайо Стэйт Бакайс» Лавендер набрал 2818 очков, став самым результативным игроком в истории университета, а также лидером конференции Big Ten по подборам (1422). За её достижения она дважды включалась в первую сборную всех звёзд по версии AP и трижды по версиям WBCA и USBWA.

## Профессиональная карьера
Лавендер была выбрана на драфте ЖНБА 2011 года в первом раунде под общим 5-м номером клубом «Лос-Анджелес Спаркс».
13 июля 2015 года Жантель заключила контракт с турецким клубом «Фенербахче».

## Выступления за национальную сборную
В 2006 году Лавендер представляла США на чемпионате Америки по баскетболу среди игроков младше 18 лет, проходившем в Колорадо-Спрингс (Колорадо). На чемпионате Жантель в среднем за игру набирала по 4,8 очка, а её команда завоевала золотые медали, обыграв в финале турнира сборную Канады. В следующем году она в составе сборной США стала победителем чемпионата мира по баскетболу среди игроков младше 19 лет, проходившем в Братиславе (Словакия). Она, набирая в среднем по 16 очков за игру, стала второй по результативности в команде, уступив лишь Майе Мур, забивавшей 16,3 очка, и лучшей по подборам (8,1). В 2009 году она принимала участие в Универсиаде, проходившей в сербском Белграде. На турнире сборная США выиграла все семь своих поединков и завоевала золотые медали.

## Достижения
- Серебряный призёр Евролиги: (2017)